# Partido Socialista Chileno (1987-1990)
El Partido Socialista Chileno (PSCH) fue un partido político chileno, autodenominado de izquierda, que existió de manera legal entre 1988 y 1990. Se ha mencionado que fue un partido instrumental para apoyar a la dictadura militar en sus últimos años, usando el logotipo del entonces proscrito Partido Socialista de Chile (PS), aunque Juan Carlos Moraga —líder del partido— ha negado dicha acusación.

## Historia
El 20 de agosto de 1980, un supuesto grupo de socialistas expulsados del PS-Altamirano por haber rechazado la invasión soviética en Afganistán, entre ellos Eduardo Long Alessandri, Hugo Coloma y Juan Carlos Moraga, fundaron una colectividad denominada Frente Socialista. Se declaraban como un partido socialista de carácter nacional, popular, democrático y humanista, inspirado en los planteamientos originales del fundador del PS, Marmaduke Grove y la República Socialista de 1932. En 1986 cambió su nombre a Partido Socialista Auténtico (PSA).
Se definía «claramente opositor» y contrario a realizar alianzas con partidos y movimientos totalitarios, especialmente con el Partido Comunista. Su ideología estaba marcada por un fuerte nacionalismo.
Juan Carlos Moraga inició los trámites para inscribir al PSA como partido político legal en junio de 1987, bajo el nombre de Partido Socialista Chileno. Fue inscrito oficialmente ante el Servicio Electoral de Chile (Servel) el 20 de junio de 1988 y su directiva central quedó compuesta, para diciembre de 1988, por Hernán Morales Garfias (como presidente), Juan Carlos Moraga Duque (secretario general), Ximena Orrego Montes y Pedro Godoy Perrin (como vicepresidentes), Sotirio Karstulovic Escobar (tesorero) y Miguel Pizarro Olivares (subsecretario general).
En el plebiscito de 1988 llamó a anular el voto, mientras que en el plebiscito de las reformas constitucionales de 1989 fueron, junto al Partido del Sur, los únicos partidos que llamaron a votar por la opción «No»; junto al Partido de los Jubilados y el Movimiento Alessandrista Independiente formó el «Frente Amplio de Rechazo». Para las elecciones parlamentarias de 1989 formó la coalición electoral Liberal-Socialista Chileno junto con el Partido Liberal, apoyando, además, la fallida precandidatura presidencial de Pablo Rodríguez Grez, antiguo líder de Patria y Libertad y futuro abogado de Augusto Pinochet. Esta candidatura no llegaría a concretarse y el partido terminó apoyando al independiente Francisco Javier Errázuriz Talavera.
Luego de su disolución por el Servel el 9 de mayo de 1990, al no lograr la votación mínima requerida por la ley, un mes después sus líderes emigraron a la Unión de Centro Centro. Posterior a su disolución surgieron acusaciones de que fue un partido instrumental de sectores ligados a la dictadura militar que buscaban atraer electorado popular hacia posturas más conservadoras. El partido incluso usó el logotipo tradicional del entonces proscrito PS para sus campañas.

## Presidentes
| Presidente               | Inicio                  | Término                 |
| ------------------------ | ----------------------- | ----------------------- |
| Juan Carlos Moraga Duque | 11 de junio de 1987     | Abril de 1988           |
| Ximena Orrego Montes     | Abril de 1988           | 17 de agosto de 1988    |
| Guido Briceño Pérez      | 17 de agosto de 1988    | 19 de diciembre de 1988 |
| Hernán Morales Garfias   | 19 de diciembre de 1988 | 9 de mayo de 1990       |

## Resultados electorales

### Parlamentarias
|  | 0,15 % |

|  | 0,06 % |